# Pop-Tart

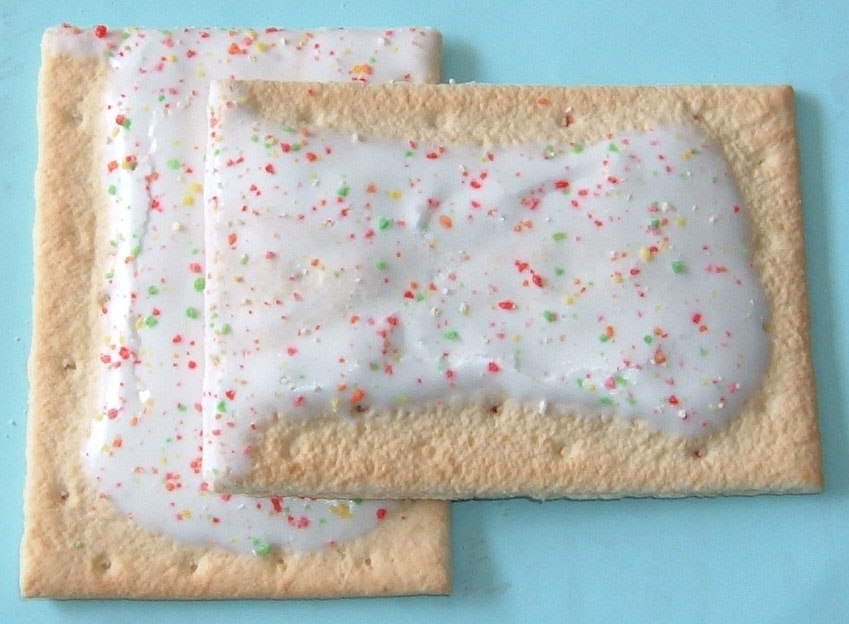
Een Pop-Tart met aardbeiensmaak

Een Pop-Tart is een sinds 1964 door de firma Kellogg's gemaakt gebak.
Het snoepgoed is een rechthoekig en plat stuk gebak dat ongeveer 7½ bij 11½ cm meet en bestaat uit een zoete vulling omsloten door een dikkere korst. De meeste Pop-Tartvarianten hebben een of andere vorm van (meestal synthetisch) glazuur. De Pop-Tart kan koud genuttigd worden, maar wordt meestal opgewarmd in een broodrooster. Er bestaan Pop-Tarts in verschillende smaken; populaire varianten zijn onder meer aardbeien, kersen, kaneel met bruine suiker. Ze worden verkocht in een folieverpakking en kunnen buiten de koelkast bewaard worden.
Pop-Tarts zijn het meestverkochte product van de firma Kellogg's, met meer dan 2 miljard verkochte eenheden per jaar, maar het product is in Europa alleen via de gespecialiseerde snoep-import te verkrijgen; de bekendheid hier heeft het gebak vooral te danken aan de verschijning in de meme Nyan Cat, waarin een kat met een Pop-Tartlichaam zich een weg door de ruimte baant.